# Cervus canadensis macneilli
Il cervo di Szechwan (Cervus canadensis macneilli Lydekker, 1909) è una sottospecie di wapiti originaria della Cina occidentale.

## Descrizione
Questo grosso cervo di montagna è di colore molto chiaro, finemente macchiato di grigio o nero-brunastro. Il manto invernale è marroncino. È strettamente imparentato con il cervo del Tibet, al quale somiglia moltissimo nell'aspetto. I maschi più anziani possono presentare palchi dotati di sei punte, come quelli dei wapiti dell'America del Nord. Inoltre, diversamente da altre sottospecie asiatiche, in inverno anche le femmine sviluppano una breve criniera sul collo.

## Distribuzione e habitat
Il cervo di Szechwan vive nelle boscaglie (dove crescono cespugli di Rhododendron, Caragana, Salix e Potentilla) e nei prati del Sichuan occidentale, del Qinghai e del Gansu, nonché nelle foreste che ricoprono i monti del Tibet orientale. Non si spinge mai nelle praterie di altitudine, occupate dal cervo a labbra bianche. La sottospecie è poco conosciuta: la maggior parte di ciò che sappiamo deriva dalle osservazioni di Ernst Schäfer raccolte nel corso della sua spedizione nel Tibet orientale. Altre informazioni sono state ricavate dalle osservazioni condotte nei giardini zoologici cinesi.